# 김종서 (프로듀서)
김종서(1970)

김종서는 KBS의 디렉터이다.
KBS 언론사시에 합격한 이후에는 시사 프로그램들을 주로 프로듀싱하였다. 이후 시간이 흐르고 역사,문화 예술 그리고 여행등 우리의 삶을 더욱 아름답게 하는 것들에 집중하여 방송을 기획하였다.
걸어서 세계 속으로, 역사저널 그날, 진품명품등을 총괄하였다.
대구 KBS 국장에 역임하였다.
한국의 유산으로 문화재청에서 대통령상인 문화유산보호유공상을 수상하였다. 
다큐멘터리들로 사람들을 감동시키고 영감을 주었다.
많은 상을 수상하고 프로그램 제작 총괄을 담당하고 있다.
현재는 KBS 교양국의 CP로 역임중에 있다.

## 경력
- KBS 방송제작 프로듀서
- KBS 대구방송총국 국장
- KBS KBS본부 시사교양국 CP